# Theodor Holman
Theodor Holman (narozen 9. ledna 1953 v Amsterdamu) je nizozemský novinář, moderátor a spisovatel indonéského původu.
Studoval nizozemský jazyk a historii na Univerzitě v Amsterdamu. Byl redaktorem satirických studentských novin Propria Cures.

## Spisy
- Een lekker leven - pěkný život (1986)
- Apenliefde - Monkeylove (1991)
- Familiefeest - Rodinné oslavy (1992)
- Hoe ik mijn moeder vermoordde - Jak jsem zabil svou matku (1999)
- Het blijft toch familie - Stále jsou rodina (2001)
- Als een vrouw nee zegt
- Prinsessen en smeerlappen

## Filmografie
Scenárista:
- Interview (2003) - nizozemské filmové drama
- Cool! (2004)
- Medea (2005) - televizní seriál
- Oorlogsrust (2006)
- Interview (2007) - americký remake nizozemského filmu z roku 2003

## Dramatizace Holmanových děl v České republice
- 2014 Interview, Horácké divadlo Jihlava, premiéra: 15. listopadu 2014 (v rámci Noci divadel 2014), derniéra: 24. listopadu 2015[2]
- 2016 Interview, Dejvické divadlo, překlad: Michal Kotrouš, režie: Martin Myšička, hrají: Veronika Khek Kubařová, Jaroslav Plesl, premiéra 3. prosince 2016[3]